# Episodi di Law & Order - I due volti della giustizia (tredicesima stagione)
La tredicesima stagione della serie televisiva Law & Order - I due volti della giustizia, composta da 24 episodi, è stata trasmessa in prima visione sul canale statunitense NBC dal 2 ottobre 2002 al 21 maggio 2003. In Italia invece, ventidue episodi sono stati trasmessi in prima visione su Rai 2 dal 26 gennaio al 17 luglio 2007, mentre i restanti due (intitolati Un coltello nel cuore e Infanzia rubata) sono stati trasmessi su Fox Crime rispettivamente il 23 dicembre 2009 e il 3 febbraio 2010.
| nº | Titolo originale | Titolo italiano             | Prima TV USA     | Prima TV Italia  |
| -- | ---------------- | --------------------------- | ---------------- | ---------------- |
| 1  | American Jihad   | Un ragazzo esaltato         | 2 ottobre 2002   | 26 gennaio 2007  |
| 2  | Shangri-La       | Falsa identità              | 9 ottobre 2002   | 29 gennaio 2007  |
| 3  | True Crime       | La star del rock            | 16 ottobre 2002  | 31 gennaio 2007  |
| 4  | Tragedy on Rye   | Tragico equivoco            | 30 ottobre 2002  | 1º febbraio 2007 |
| 5  | The Ring         | L'anello                    | 6 novembre 2002  | 2 febbraio 2007  |
| 6  | Hitman           | Suicidio assistito          | 13 novembre 2002 | 5 febbraio 2007  |
| 7  | Open Season      | La caccia è aperta          | 20 novembre 2002 | 6 febbraio 2007  |
| 8  | Asterisk         | Asterisco                   | 27 novembre 2002 | 7 febbraio 2007  |
| 9  | The Wheel        | La ruota della vita         | 11 dicembre 2002 | 8 febbraio 2007  |
| 10 | Mother's Day     | Voci cattive                | 8 gennaio 2003   | 9 febbraio 2007  |
| 11 | Chosen           | Una giusta sentenza         | 15 gennaio 2003  | 12 febbraio 2007 |
| 12 | Under God        | Un coltello nel cuore       | 5 febbraio 2003  | 23 dicembre 2009 |
| 13 | Absentia         | Il latitante                | 12 febbraio 2003 | 13 febbraio 2007 |
| 14 | Star Crossed     | Una questione di stile      | 19 febbraio 2003 | 14 febbraio 2007 |
| 15 | Bitch            | Denaro, un grande amore     | 26 febbraio 2003 | 15 febbraio 2007 |
| 16 | Suicide Box      | Un suicidio sospetto        | 26 marzo 2003    | 16 febbraio 2007 |
| 17 | Genius           | Parole su un pezzo di carta | 2 aprile 2003    | 19 febbraio 2007 |
| 18 | Maritime         | Padre padrone               | 17 aprile 2003   | 20 febbraio 2007 |
| 19 | Seer             | Un amore non corrisposto    | 23 aprile 2003   | 21 febbraio 2007 |
| 20 | Kid Pro Quo      | Scambio di favori           | 30 aprile 2003   | 22 febbraio 2007 |
| 21 | House Calls      | Visite a domicilio          | 7 maggio 2003    | 23 febbraio 2007 |
| 22 | Sheltered        | Simbiosi                    | 14 maggio 2003   | 16 luglio 2007   |
| 23 | Couples          | Coppie in crisi             | 21 maggio 2003   | 17 luglio 2007   |
| 24 | Smoke            | Infanzia rubata             | 21 maggio 2003   | 3 febbraio 2010  |

## Un ragazzo esaltato
- Titolo originale: American Jihad
- Diretto da: Constantine Makris
- Scritto da: Aaron Zelman e Marc Guggelheim

### Trama
Briscoe e Green indagano sull'omicidio di una coppia di coniugi, entrambi insegnanti di New York uccisi nel loro appartamento. In un primo momento, il delitto sembra riconducibile all'attività dell'uomo, un noto biologo che faceva esperimenti sulle cellule staminali. Ma in seguito scoprono che il vero obiettivo del killer era la donna, un'insegnante di storia che difendeva i diritti delle donne nei confronti della religione islamica e risalgono a un giovane convertitosi all'Islam. L'uomo si difende da solo, puntando il dito contro la politica americana; ma con l'aiuto della Olivet, McCoy e la Southerlyn capiscono che la sua conversione ha cause psicologiche oltre che religiose.
- Guest star: Ali Reza (Anwar Mohammed), Will Horneff (Greg Landen).

- Nota. Prima apparizione nella serie per Fred Dalton Thompson, nel ruolo del nuovo procuratore capo Arthur Branch, sostituto del suo predecessore Nora Lewin, interpretata da Dianne Wiest.
- Nota. Questo episodio è ispirato al caso di John Walker Lindh, un cittadino statunitense che combatté al fianco dei talebani durante la guerra di Afghanistan nel 2001, fu arrestato dall'FBI e accettò un patteggiamento in cui fu condannato a vent'anni di reclusione.

## Falsa identità
- Titolo originale: Shangri-La
- Diretto da: Constantine Makris
- Scritto da: Michael S. Chernuchin

### Trama
Briscoe e Green indagano sull'omicidio di un insegnante di liceo e arrivano a una sua alunna e a un professore con cui quest'ultima aveva una relazione. I due vengono arrestati ma per reati diversi, la ragazza confessa l'omicidio e accusa il suo amante di averla istigata a uccidere. McCoy, oltre a farla processare come una minorenne, patteggia con la ragazza. La Southerlyn compie ulteriori indagini e scopre che in realtà la ragazza ha assunto una nuova identità e che non ha 16 anni, bensì 26 anni. Il patteggiamento viene quindi annullato, ma durante il nuovo processo il suo avvocato chiede l'assoluzione della ragazza per infermità mentale, sostenendo che crea nuove identità, dimenticandosi delle precedenti, per non lasciare l'età adolescenziale. McCoy crede alla versione dell'avvocato della ragazza.
- Guest star: Rob Campbell (Gary Bergan), Stephi Lineburg (Fiona Reed / Marguerite Sampson / Lorelei Savage).

- Nota. Il titolo originale dell'episodio Shangri-La, è tratto dal romanzo Orizzonte perduto di James Hilton, nel 1933, in cui viene descritto un luogo utopico di grande bellezza e armonia chiamato Shangri-La.
- Nota. Con questo episodio, il suo 279º episodio, la serie Law & Order - I due volti della giustizia superò l'altra serie poliziesca dal titolo Hawaii Squadra Cinque Zero, che fu prodotta e trasmessa dalla CBS per 12 anni (cioè dal 1968 al 1980, 10 anni prima di Law & Order).
- Nota. Questo episodio è ispirato al caso di Treva Throneberry, che ha passato molti anni fingendosi minorenne e assumendo false identità. Una volta scoperta, la donna è stata processata e condannata a 3 anni di reclusione per furto e spergiuro. È ispirato anche al dibattito legale sullo stupro nel quale bisognava decidere se si potessero incriminare per stupro anche adulti che hanno avuto rapporti sessuali consenzienti con partner minorenni.

## La star del rock
- Titolo originale: True Crime
- Diretto da: Martha Mitchell
- Scritto da: Wendy Battles e Noah Baylin

### Trama
Briscoe e Green indagano sull'omicidio di una cantante rock, vedova di un frontman di una famosa rockband, che morì suicida qualche anno prima. I detective scoprono che un ex poliziotto sta scrivendo un libro sulla morte del cantante che crede che sia stato ucciso e che indirizza Briscoe e Green sulle tracce di un possibile indiziato: un ex componente del gruppo ingiustamente messo da parte quando il leader della band lo aveva sostituito con la vittima. Ma la collaborazione dello scrittore si rivela controproducente, quando entra illegalmente nella casa del sospettato per vedere se c'era l'arma del delitto usata per uccidere la cantante: l'avvocato del sospettato infatti accusa la polizia di essersi servita dell'ex collega per procurarsi le prove violando le regole.
- Guest star: Tony Lo Bianco (Mike Foster).

- Nota. Questo episodio è ispirato al caso di suicidio di Kurt Cobain, avvenuto nella sua casa a Seattle, il 5 aprile 1994 con un colpo di fucile a pompa modello Remington M-11 Calibro 20 alla testa.

## Un tragico equivoco
- Titolo originale: Tragedy On Rye
- Diretto da: David Platt
- Scritto da: William N. Fordes

### Trama
Briscoe e Green indagano sull'omicidio di una giovane attrice di poco conto e ottengono un video in cui si vedono tre uomini di colore rubare una TV al plasma costosa dall'appartamento della donna. I tre vengono arrestati, ma un'ingenuità commessa da Green, che durante l'arresto ha aggredito uno dei sospettati ritenendo a torto che stesse estraendo la pistola, rischia di compromettere l'esito del processo per McCoy. Ma le cose si complicano quando Branch decide di far immettere la pena di morte ai tre sospettati, suscitando la perplessità di McCoy e l'ira della Southerlyn (che è contraria alla pena capitale), ma dopo la vittoria al processo, McCoy scopre che a uccidere la donna è stato un altro.
- Nota. Questo episodio è ispirato al caso di omicidio soprannominato The Carnegie Deil, avvenuto nel 2001, in cui due rapinatori rapinarono e uccisero tre persone ferendone altre due in un appartamento; i due rapinatori vennero condannati per omicidio di secondo grado per pene sconosciute.

## L'anello
- Titolo originale: The Ring
- Diretto da: Richard Dobbs
- Scritto da: Michael S. Chernuchin

### Trama
Briscoe e Green indagano su alcuni resti umani di una donna morta da un anno e anche priva di un braccio che porta i due a scoprire l'unico indizio cioè un prezioso anello. La donna che lo aveva acquistato, però, è nell'elenco delle vittime dell'11 settembre, identificata dalla borsetta e dal braccio; ma scoprono che la vittima aveva una relazione con un esponente di una famiglia di politici newyorkesi. McCoy e la Southerlyn cercano allora di dimostrare che l'amante aveva approfittato dell'attentato per nascondere il crimine, lasciando gli effetti personali di lei sotto le Torri Gemelle.
- Guest star: Thomas McCarty (Donald Housman).

- Nota. Questo episodio è stato dedicato alla memoria di Paul Chernuchin, il padre di Michael S. Chernuchin, sceneggiatore di molti episodi di Law & Order - I due volti della giustizia.

## Suicidio assistito
- Titolo originale: Hitman
- Diretto da: Richard Dobbs
- Scritto da: Eric Overmyer

### Trama
Briscoe e Green indagano sull'omicidio di un costruttore edile e indagano prima sulle sue attività e poi sulla vita privata. La vittima era infatti sposata da poco tempo con una donna molto più giovane di lui, e intendeva annullare il matrimonio lasciandola senza niente. La donna però ha un alibi: al momento del delitto si trovava alle Bermuda con il suo amante. I detective pensano a un omicidio su commissione organizzato dai due amanti: la donna aveva infatti trasferito un'ingente somma di denaro sul conto bancario del killer, il cui numero di telefono appare nella memoria di un cellulare usa e getta trovato nella casa di lui.
- Guest star: Lou Bonacki (Tony Rosatti), Bobby Cannavale (Randy Porter).

- Nota. Questo episodio è ispirato al caso di Ted Ammon, un broker finanziario, ucciso nella sua casa a Pittsburgh, in Pennsylvania il 20 ottobre 2001. Il responsabile del delitto Daniel Pelosi si dichiara colpevole di omicidio di secondo grado, invece che di primo, e viene condannato a 25 anni di reclusione.

## La caccia è aperta
- Titolo originale: Open Season
- Diretto da: Matthew Penn
- Scritto da: Richard Sweren

### Trama
Briscoe e Green indagano sull'omicidio di un avvocato difensore che ha fatto assolvere un uomo che ha ferito un poliziotto. Inizialmente ritengono che possa trattarsi di una vendetta dei colleghi o del fratello del poliziotto, poi indagano sull'Unione dei patrioti americani, un gruppo armato che lotta per la supremazia della razza bianca. Il capo della cellula locale del movimento viene fermato e sottoposto a particolari misure restrittive che gli impediscono contatti dall'esterno. Quando però l'omicidio di un procuratore della Florida e amico di McCoy sembra collegato con l'attività del gruppo, lo stesso McCoy deve fare l'ipotesi che la Melnick, cioè la sua vecchia amica abbia inconsapevolmente fatto da tramite tra il suo cliente e gli esecutori dell'omicidio. Per salvare la collega dai guai, McCoy patteggia con l'imputato facendogli credere che il suo legale abbia tradito il segreto professionale. Poco dopo, la Melnick è vittima del tentato omicidio da parte dell'Unione dei patrioti americani, rimanendo gravemente ferita.
- Guest star: Graham Winton (Kewin Wilson).

- Nota. Questo episodio è ispirato al caso di Lynne Stewart, che negli anni' 90 fu accusata di cospirazione e di aver fornito il supporto materiale ai terroristi; ciò la portò a essere radiata dall'albo.
- Nota. L'attore Michael Louis Wells è accreditato come Matthew Clemens in questo episodio e altri, anche se in un episodio della tredicesima stagione il successore della Southerlyn lo chiama Kewin.

## Asterisco
- Titolo originale: Asterisk
- Diretto da: Steve Shill
- Scritto da: Terri Kopp

### Trama
Briscoe e Green indagano sull'omicidio di un autista di limousine con un passato di droga, trovato morto sul ciglio della strada. La sera del delitto la vittima aveva lavorato per un famoso giocatore di baseball, che racconta ai detective che la vittima aveva accompagnato lui e suo cugino ad Atlantic City. Il principale indiziato del delitto diventa il giocatore di baseball, in quanto si scopre che la vittima lo riforniva di steroidi e che probabilmente lo ricattava. McCoy e la Southerlyn si trovano di fronte a un caso complicato, nonostante un grosso errore compiuto dalla difesa.
- Guest star: Michael Kelly (Douglas Karell).

- Nota. Questo episodio è ispirato al caso di Jayson Williams, un giocatore di baseball che nel 2002 uccise accidentalmente il suo autista di limousine Costas Christofi, per questo omicidio Williams si dichiarò colpevole di aggressione aggravata e fu condannato a 5 anni di reclusione, ma finì per scontare solo 8 mesi di prigione.

## La ruota della vita
- Titolo originale: The Wheel
- Diretto da: Richard Dobbs
- Scritto da: Jill Goldsmith

### Trama
Briscoe e Green indagano sull'omicidio di una orientale, trovata sul pianerottolo davanti all'appartamento di un console dell'ambasciata cinese. Scoprono che la vittima era arrivata da poco a New York e che faceva parte del Falun Gong, un movimento di protesta che spesso spinge i suoi adepti al suicidio. La pista del suicidio sembra fasulla e la morte è dovuta allo strangolamento. I detective sospettano del console, il quale era stato citato in giudizio dalla vittima come responsabile della deportazione, in Cina, di diversi affiliati del movimento tra cui la madre, ma il console viene difeso dal vecchio collega di Branch.
- Guest star: Tzi Ma (Li Chen).

- Nota. Questo episodio è ispirato alla persecuzione della pratica spirituale del Falun Gong.

## Voci cattive
- Titolo originale: Mother's Day
- Diretto da: Jace Alexander
- Scritto da: Janis Diamond

### Trama
Briscoe e Green indagano sull'omicidio stradale di una ragazza avvenuto fuori da un bar, le prove indicano che si è trattato di omicidio intenzionale e non di un semplice incidente. Dopo alcune false piste, il caso giunge a una svolta quando la macchina che ha investito la ragazza viene trovata in uno stato di abbandono. La proprietaria dell'auto afferma di averla data al figlio, il quale però viene trovato assassinato nel suo appartamento. Ma la madre confessa subito alla Van Buren di averlo ucciso, ma per McCoy e la Southerlyn il caso sembra complesso. Il ragazzo era schizofrenico, l'avvocato dell'imputata, e anche compagna d'università della Southerlyn, basa la sua difesa sulla legittima difesa del terzo: la madre lo avrebbe ucciso per evitare che nuocesse agli altri.
- Guest star: Ellen McLaughlin (Diane Payton).

- Nota. In questo episodio, la Van Buren menziona il figlio maggiore Ric, a cui è stata diagnosticata la scoliosi all'età di sei anni.

## Una giusta sentenza
- Titolo originale: Chosen
- Diretto da: Ed Sherin
- Scritto da: Michael S. Chernuchin

### Trama
Briscoe e Green indagano sull'omicidio di un allibratore con una clientela di alto livello, portandoli a indagare sulla sua professione e a sospettare del partner in affari della vittima. L'uomo viene incriminato per omicidio di primo grado, ma durante il processo McCoy e la Southerlyn devono fare i conti con un avvocato dell'imputato, la cui originale strategia difensiva trasforma il caso in un affare politico.
- Guest star: Peter Jacobson (avvocato Randy Dworkin), John Rothman (Steven Strelzik).

## Un coltello nel cuore
- Titolo originale: Under God
- Diretto da: Gloria Muzio
- Scritto da: Marc Guggenheim e Noah Baylin

### Trama
Briscoe e Green indagano sull'omicidio di uno spacciatore di droga, questo porta a indagare sulle sue attività criminose, cosa molto dolorosa per Briscoe che gli fa ricordare la morte della figlia Cathy. I sospetti cadono sul padre di una ragazza precedentemente morta per overdose di cocaina data dallo spacciatore; ma il caso prende una svolta quando un prete confessa il delitto. Per McCoy e la Southerlyn è difficile trovare le argomentazioni contro una difesa insolita: il prete afferma di aver ucciso il trafficante perché Dio glielo ha ordinato.
- Guest star: Denis O'Hare (padre Richard Hogan).

- Nota. L'episodio in Italia non fu trasmesso su Rai 2 insieme all'ultimo episodio della stagione Infanzia rubata e all'episodio della quattordicesima stagione Due madri, una figlia, che furono trasmessi nel 2009 da Fox Crime a causa degli argomenti trattati.

## Il latitante
- Titolo originale: Absentia
- Diretto da: Martha Mitchell e Darnell Martin
- Scritto da: Eric Overmyer

### Trama
Briscoe e Green indagano sulla rapina in una gioielleria, in cui il proprietario uccide il rapinatore e ferisce uno dei suoi clienti che decide di collaborare con la polizia per catturare il colpevole. Ma quando si avvicina a lui il gioielliere scompare improvvisamente. McCoy scopre che l'uomo c'entra qualcosa con un caso di omicidio di 20 anni prima.
- Guest star: Mandy Patinkin (Levi March / Glenn Fordyce).

- Nota. L'attore Mandy Patinkin appare in questo episodio come guest star, ed è noto per aver interpretato il medico Jeffrey Geinger nella serie Chicago Hope e l'agente dell'FBI Jason Gideon nella serie poliziesca Criminal Minds entrambi trasmessi sulla CBS.
- Nota. Questo episodio è ispirato al caso di Ira Einhorn, detto anche Il Killer dell'Unicorno che uccise la sua ex fidanzata Holly Maddox, il 16 settembre 1977. Per questo omicidio fu condannato all'ergastolo.
- Nota. L'attrice Lauren Klein è accreditata come Judge Carla Soloman in questo episodio, ma nelle sue altre apparizioni nella serie viene chiamata Solomon.

## Una questione di stile
- Titolo originale: Star Crossed
- Diretto da: David Platt
- Scritto da: Richard Sweren

### Trama
Briscoe e Green indagano sull'omicidio di un commerciante di auto di lusso, arrivando a sospettare di un ragazzo mentalmente ritardato e della compagna, una ragazza attraente e manipolatrice, con gusti meno dispendiosi.
- Guest star: Vanessa Ferlito (Tina Montoya), Chandler Parker (Robbie Delgado), Peter Gerety (Dean Connors).

## Denaro, un grande amore
- Titolo originale: Bitch
- Diretto da: Constantine Makris
- Scritto da: Michael S. Chernuchin e Roz Weinman

### Trama
Briscoe e Green indagano sull'omicidio di un noto broker e i sospetti cadono subito sulla fidanzata e sulla madre di lei, una ricca imprenditrice nel settore dei cosmetici. La donna, una vecchia amica di Branch, per tutelare la propria immagine utilizza come prova, durante il processo, la terapia di sostituzione ormonale da lei ideata.
- Guest star: Lucie Arnaz (Jackie Scott).

- Nota. Questo episodio è ispirato a uno scandalo che riguarda la compravendita delle azioni ImClone System che ha coinvolto la donna d'affari Martha Stewart, l'amministratore delegato dell'ImClone Samuel D. Waksal e l'intermediario della Stewart, Peter Bacanovic.

## Un suicidio sospetto
- Titolo originale: Suicide Box
- Diretto da: Matthew Penn
- Scritto da: Aaron Zelman

### Trama
Briscoe e Green arrestano un ragazzo di colore che ha ferito un poliziotto, confessando subito a Green il tentato omicidio e affermando che la polizia otto anni prima non aveva risolto il caso sulla morte del fratello maggiore. I detective scoprono che quel caso era stato chiuso perché secondo il medico legale si era trattato di suicidio. Nel frattempo, McCoy affronta l'avvocato difensore dell'afroamericano che sostiene che il crimine commesso dal suo cliente sia giustificato in quanto reazione all'atteggiamento noncurante e razzista della polizia nella gestione del caso del fratello.
- Guest star: Ato Essandoh (Jason Hendri).

- Nota. Questo episodio è ispirato a due casi realmente avvenuti: il primo è su un attivista per i diritti civili, il reverendo Al Sharpton, aggredito nel 1991 dall'italo-americano Michael Riccardi con 5 coltellate, alle quali il reverendo riuscì a sopravvivere. Il suo aggressore venne condannato a 15 anni di prigione, ma ne scontò solo 8. Il secondo caso, invece, è sullo scandalo del crematorio a Tre Stati avvenuto nel 2002 in cui alcune salme scomparirono misteriosamente e vennero ritrovate solo il 15 febbraio dello stesso anno. L'autore dello scandalo Ray Brent March si dichiarò colpevole di tutte le accuse e fu condannato a 15 anni di prigione.
- Nota. Anche l'episodio di Criminal Intent intitolato L'imbalsamatore è ispirato allo scandalo del crematorio dei Tre Stati.

## Parole su un pezzo di carta
- Titolo originale: Genius
- Diretto da: Jace Alexander
- Scritto da: William N. Fordes

### Trama
Briscoe e Green indagano sull'omicidio di un tassista, e scoprono che nel corso dell'ultimo tragitto aveva trasportato uno scrittore e un bambino prodigio, cioè il suo ex pupillo. Una volta arrestato, lo scrittore sorprende McCoy e la Southerlyn quando decide di confessare l'omicidio e di candidarsi volontariamente alla pena capitale.
- Guest star: David Wike (Clay Warner).

- Nota. Questo episodio è ispirato a due casi realmente accaduti: il primo è su Gary Gilmore, un uomo che nel 1976 uccise 2 persone, Gilmore venne condannato a morte per sua volontà nello stesso anno e giustiziato l'anno dopo tramite fucilazione. Questa condanna a morte portò lo stato federale a ripristinare la pena capitale. Invece il secondo caso è su Jack Abbott, un uomo che nel 1981 uccise un cameriere di una caffetteria a New York sei settimane dopo il suo rilascio, per questo omicidio Abbott fu condannato a 15 anni di carcere e morì suicida nel 2002.

## Padre padrone
- Titolo originale: Maritime
- Diretto da: Gloria Muzio
- Scritto da: Wendy Battles

### Trama
Briscoe e Green indagano sul ritrovamento del cadavere di una donna nell'East River, con un foro di proiettile alla testa. I detective scoprono che aveva partecipato alla festa di compleanno di un giocatore di football. Quando quest'ultimo scompare insieme al fidanzato della vittima, sospettano del fratello del giocatore di football.
- Guest star: Craig Walker (Sean Ridgeway).

- Nota. Questo episodio è ispirato alla scomparsa del giocatore di basket Bison Dele, avvenuta nel 2002 insieme alla sua ragazza Serena Karlan e allo skipper Bertrand Saldo. L'ultima persona che sentì Dele fu il fratello Miles Dadord: si presume che Miles abbia ucciso suo fratello e le altre due persone, ma i corpi non furono mai trovati e Dadord morì in un ospedale della California, dopo essere andato in coma per un'overdose di insulina.

## Un amore non corrisposto
- Titolo originale: Seer
- Diretto da: James Quinn
- Scritto da: Jill Goldsmith

### Trama
Briscoe e Green indagano sull'omicidio di una giovane donna in carriera di Manhattan, trovata morta in un sex club a Soho. Dopo qualche indagine, i sospetti cadono su un amico della ragazza, innamorato di lei, ma non ricambiato. Il caso però si complica quando l'uomo afferma di conoscere i dettagli dell'omicidio solo grazie a una visione psichica.
- Guest star: Kewin James Kelly (Gustavo DePalma).

## Scambio di favori
- Titolo originale: Kid Pro Quo
- Diretto da: David Platt
- Scritto da: Eric Overmyer e Roz Weinman

### Trama
Briscoe e Green indagano sull'omicidio della responsabile delle ammissioni di una scuola elementare di Manhattan, in cui i primi sospettati sono alcuni genitori, furenti con la donna per aver negato ai loro figli la possibilità di essere iscritti alla scuola. Ma in seguito i sospetti si concentrano sul preside dell'istituto: la vittima stava infatti per fare delle rivelazioni scottanti sui criteri di ammissione della scuola.
- Guest star: Josh Mostel (Harwey Anchin).

- Nota. Le scene al coperto della fittizia scuola dell'episodio sono state girate alla Marymouth School di New York.
- Nota. Questo episodio è ispirato al polemico caso del finanziere Sanford I. Weill, accusato di bancarotta fraudolenta nel 2003.

## Visite a domicilio
- Titolo originale: House Calls
- Diretto da: Jace Alexander
- Scritto da: Janis Diamond

### Trama
Briscoe e Green indagano sul decesso sospetto di una modella russa, morta apparentemente per un arresto cardiaco in un negozio di abbigliamento. In un primo momento mettono in relazione la morte con le lesioni subite dalla ragazza, ma l'autopsia dice che è morta per assunzione di medicinali a breve distanza di tempo. Quindi si sospetta di un medico che fa ricorso a metodi anticonvenzionali anche se efficaci: McCoy lo incrimina per aver prescritto alla vittima un medicinale pericoloso senza le dovute cautele.
- Guest star: Jonathan Hogan (Ellis Heinz).

- Nota. Questo episodio è ispirato all'arresto dell'attrice Winona Ryder avvenuto il 12 dicembre 2001 per taccheggio nei grandi magazzini di Beverly Hills Saks Fifth Avenue, in seguito al quale venne condannata a 3 anni di libertà vigilata.

## Simbiosi
- Titolo originale: Sheltered
- Diretto da: Richard Dobbs
- Scritto da: Terri Koop

### Trama
Briscoe e Green indagano su una serie di omicidi compiuti da un cecchino e analizzando i messaggi lasciati dal cecchino con l'aiuto della Olivet, i detective si convincono che il responsabile avesse come obiettivo una delle vittime e che le altre erano dei danni collaterali. I sospetti di Briscoe e Green cadono sul collega di lavoro di una delle vittime, un ex tiratore scelto dei marines che vive solo con il figlio adolescente. Dopo che è stato arrestato, i detective scoprono che a scrivere i messaggi non è stato lui, ma il figlio, che infatti confessa gli omicidi. McCoy e la Southerlyn scoprono che l'uomo ha rapito il ragazzo dieci anni prima e, pur senza maltrattarlo fisicamente, lo ha cresciuto rendendolo totalmente dipendente da lui e scoraggiandone i contatti con il mondo esterno.
- Guest star: Ty Burrell (Herman Capshaw), Sebastian Stan (Justin Lafferty / Justin Capshaw).

- Nota. Questo episodio è ispirato a due casi realmente accaduti: il primo è sugli attentati di cecchini della Beltway avvenuti nell'arco di tre settimane nell'ottobre 2002 in Maryland, Virginia e Washington con un totale di 10 morti e 3 feriti. I responsabili di questi omicidi, John Allen Muhammad e Lee Boyd Balvo, vennero arrestati e condannati con pene diverse: Muhammad fu condannato a morte e giustiziato nel 2009 e Balvo fu condannato all'ergastolo senza condizionale. Il secondo caso è sul rapimento di Steven Stayner, rapito il 4 dicembre 1972 e imprigionato fino al 14 febbraio 1980 quando riuscì a fuggire per poi morire in un incidente stradale nel 1989.

## Coppie in crisi
- Titolo originale: Couples
- Diretto da: David Platt
- Scritto da: Lorenzo Carcaterra

### Trama
Briscoe e Green indagano sull'omicidio di una donna trovata nel parco insieme a un uomo che era morto d'infarto mentre faceva jogging a pochi metri di distanza. I sospetti cadono prima sul marito della donna e poi sul fratello di quest'ultimo che era stato in prigione per l'omicidio della moglie. Per McCoy e la Southerlyn è complicato scoprire chi dei due fratelli è il colpevole. Per Briscoe e Green la giornata non è finita perché si trovano a indagare su un secondo caso di omicidio, ma questa volta stradale: si tratta di un uomo, ma lo risolvono subito perché la moglie confessa di averlo ucciso, investendolo più volte fino a ucciderlo e poi si dichiara colpevole con lo stupore del suo avvocato e del giudice per la cauzione. Infine i detective si trovano a indagare anche su un rapimento di una donna in stato di gravidanza molto avanzato. Anche questa volta, potrebbe trattarsi di una crisi con il marito, ma in realtà a commettere il crimine è stata una signora che, appreso dal ginecologo di non avere figli, aveva deciso di rapire la donna, attenderne il parto e sottrarre il bambino. E quando la giornata per i due sembra finita, si trovano a indagare sulla morte sospetta di un uomo nel parco, dovuta a un infarto, ma per fortuna il suo compagno confessa di averlo ucciso. Quindi la lunga e difficoltosa giornata di Briscoe e Green si conclude nel migliore dei modi.
- Guest star: Carlos Leon (Rafael Celaya).

- Nota. Questo episodio è simile all'episodio della quarta stagione intitolato Menomazione, i cui i protagonisti dell'episodio erano Briscoe e Logan che indagano su tre casi in un solo giorno.
- Nota. Questo episodio è ispirato a due casi realmente accaduti: il primo è su Scott Peterson, un uomo che nel 2002 uccise sua moglie incinta del suo primo figlio e fu condannato a morte tramite iniezione letale; l'uomo è attualmente in attesa dell'esecuzione. Il secondo caso, invece, è sull'omicidio di David Lynn Harris, avvenuto il 24 luglio 2002, per mano di sua moglie Clara Suarez Harris che lo investì più volte fino a ucciderlo; la Harris è stata condannata a 20 anni di reclusione.

## Infanzia rubata
- Titolo originale: Smoke
- Diretto da: Constantine Makris
- Scritto da: Michael S. Chernuchin e Dick Wolf

### Trama
Briscoe e Green indagano sulla morte sospetta di un ragazzo, precipitato da una finestra del palazzo: non è stato un suicidio, ma un omicidio. I sospetti dei detective cadono subito sul padre, un famoso attore comico. McCoy e la Southerlyn scoprono che l'uomo era stato indagato molti anni prima per un'aggressione sessuale ai danni di un suo fan.
- Guest star: Adam Ferrara (Monty Bender), Larry Miller (se stesso).

- Nota. Questo episodio è il trecentesimo episodio della serie e, al pari degli episodi Un coltello nel cuore e Due madri, una figlia, non venne trasmesso su Rai 2 per via degli argomenti trattati. Questi tre episodi, infatti, vennero trasmessi per la prima volta in Italia su Fox Crime solo fra il 2009 e il 2010.
- Nota. Il comico Larry Miller torna in un cameo, ma questa volta interpreta se stesso. In passato Miller aveva già partecipato alla serie per due volte interpretando Michael Dobson, l'assassino delle sue due mogli negli episodi Tentato omicidio e La seconda volta.
- Nota. Questo episodio è ispirato al processo per molestie sessuali a Michael Jackson che si è svolto tra gennaio e giugno 2005 ai danni di Gavin Arvizo, che terminò con un verdetto di non colpevolezza del cantante.